# Bulbophyllum reevei
Bulbophyllum reevei là một loài phong lan thuộc chi Bulbophyllum.